# Environmental Chemistry
Environmental Chemistry, abgekürzt Environ. Chem., ist eine wissenschaftliche Fachzeitschrift, die vom CSIRO-Publishing-Verlag veröffentlicht wird. Die erste Ausgabe erschien im Jahr 2004. Derzeit erscheint die Zeitschrift mit sechs Ausgaben im Jahr. Es werden Artikel veröffentlicht, die sich mit der Umweltchemie beschäftigen.
Der Impact Factor lag im Jahr 2019 bei 1,9. Nach der Statistik des ISI Web of Knowledge wird das Journal mit diesem Impact Factor in der Kategorie analytische Chemie an 51. Stelle von 86 Zeitschriften und in der Kategorie Umweltwissenschaften an 128. Stelle von 265 Zeitschriften geführt.